# Eishockey-Oberliga 1962/63
Die Saison 1962/63 der Eishockey-Oberliga war die fünfte Spielzeit der Liga als zweithöchste deutsche Eishockeyspielklasse unter der Bundesliga. Der Meister EV Landshut gewann in den Relegationsspielen gegen den Letzten der Bundesliga, den TuS Eintracht Dortmund, und stieg somit in die höchste Spielklasse auf. Der letztplatzierte SC Ziegelwies verlor hingegen die Relegation gegen den Gruppenliga-Meister TSV Holzkirchen, der damit den Platz in der Oberliga einnahm.

## Voraussetzungen

### Teilnehmer
- VfL Bad Nauheim
- Berliner Schlittschuhclub
- Düsseldorfer EG
- Eintracht Frankfurt
- Kölner EK
- EV Landsberg
- EV Landshut (Titelverteidiger)
- TEV Miesbach
- SG Nürnberg
- EC Oberstdorf
- ERC Sonthofen
- SC Ziegelwies

### Modus
Wie im Vorjahr spielten die teilnehmenden Mannschaften eine Einfachrunde aus, sodass jeder Verein jeweils ein Heim- und ein Auswärtsspiel gegen die übrigen Mannschaften bestritt. Der Oberligameister hatte am Ende der Spielzeit in einer Relegationsrunde gegen den Letzten der Bundesliga die Chance, in die höchste Spielklasse aufzusteigen. Der Letztplatzierte musste hingegen in einer Relegationsrunde gegen den Meister der neu eingeführten Gruppenliga um seinen Platz in der Oberliga spielen.

## Abschlusstabelle
|     |                           | Sp | S  | U | N  | Tore    | Punkte |
| --- | ------------------------- | -- | -- | - | -- | ------- | ------ |
| 01. | EV Landshut               | 22 | 19 | 0 | 03 | 151:062 | 38:06  |
| 02. | Düsseldorfer EG           | 22 | 14 | 4 | 04 | 124:066 | 32:12  |
| 03. | SG Nürnberg               | 22 | 15 | 1 | 06 | 123:067 | 31:13  |
| 04. | ERC Sonthofen             | 22 | 15 | 1 | 06 | 123:067 | 31:13  |
| 05. | VfL Bad Nauheim           | 22 | 11 | 2 | 09 | 109:087 | 24:20  |
| 06. | Berliner Schlittschuhclub | 22 | 09 | 6 | 07 | 094:082 | 24:20  |
| 07. | TEV Miesbach              | 22 | 11 | 1 | 10 | 127:122 | 23:21  |
| 08. | Eintracht Frankfurt       | 22 | 07 | 6 | 09 | 074:076 | 20:24  |
| 09. | EC Oberstdorf             | 22 | 08 | 3 | 11 | 087:101 | 19:25  |
| 10. | EV Landsberg              | 22 | 06 | 1 | 15 | 059:111 | 13:31  |
| 11. | Kölner EK                 | 22 | 02 | 4 | 16 | 056:148 | 08:36  |
| 12. | SC Ziegelwies             | 22 | 0  | 1 | 21 | 040:176 | 01:43  |

Abkürzungen: Sp = Spiele, S = Siege, U = Unentschieden, N = Niederlagen

Relegation zur Bundesliga, #Relegation, 

## Relegation
Für die Relegation hatte sich der TSV Holzkirchen als Meister der Gruppenliga qualifiziert.
|               |   |                 | Spiel 1 | Spiel 2 |
| ------------- | - | --------------- | ------- | ------- |
| SC Ziegelwies | – | TSV Holzkirchen | 5:5     | 4:9     |

Damit stieg der TSV Holzkirchen in die Oberliga auf.